# Гербовник Шайблерів
Гербовник Шайблерів (нім. Das Scheiblersche Wappenbuch) — німецький рукописний гербовник, розпочатий в XV столітті й доповнений в XVI—XVII століттях.
Назва гербовника походить від прізвища його багаторічних власників — роду фрайгеррів фон Шайблер з Рейнланду. Нині він зберігається в Баварській державній бібліотеці в Мюнхені.
Гербовник Шайблерів складається з двох частин. Перша, більш стара, виникла близько 1450-1480 рр. та містить 470 намальованих в стилі пізньої готики гербів. Друга, яка відноситься до XVI—XVII століть, містить 148 гербів, частина з яких залишилися незакінченими.
Гербовник Шайблерів вміщує герби керівничих родів Рейху, вищої аристократії й лицарства Баварії, Франконії, Ельзасу, Майсена, Рейнланду, історичних Нідерландів, Саксонії, Шлезвіга, Лотарингії, Бургундії, Швабії, Штирії, Австрії, Тіролю, Тургау, регіонів Геґау, Боденського озера, Швейцарії та інших.

## Деякі герби з гербовника

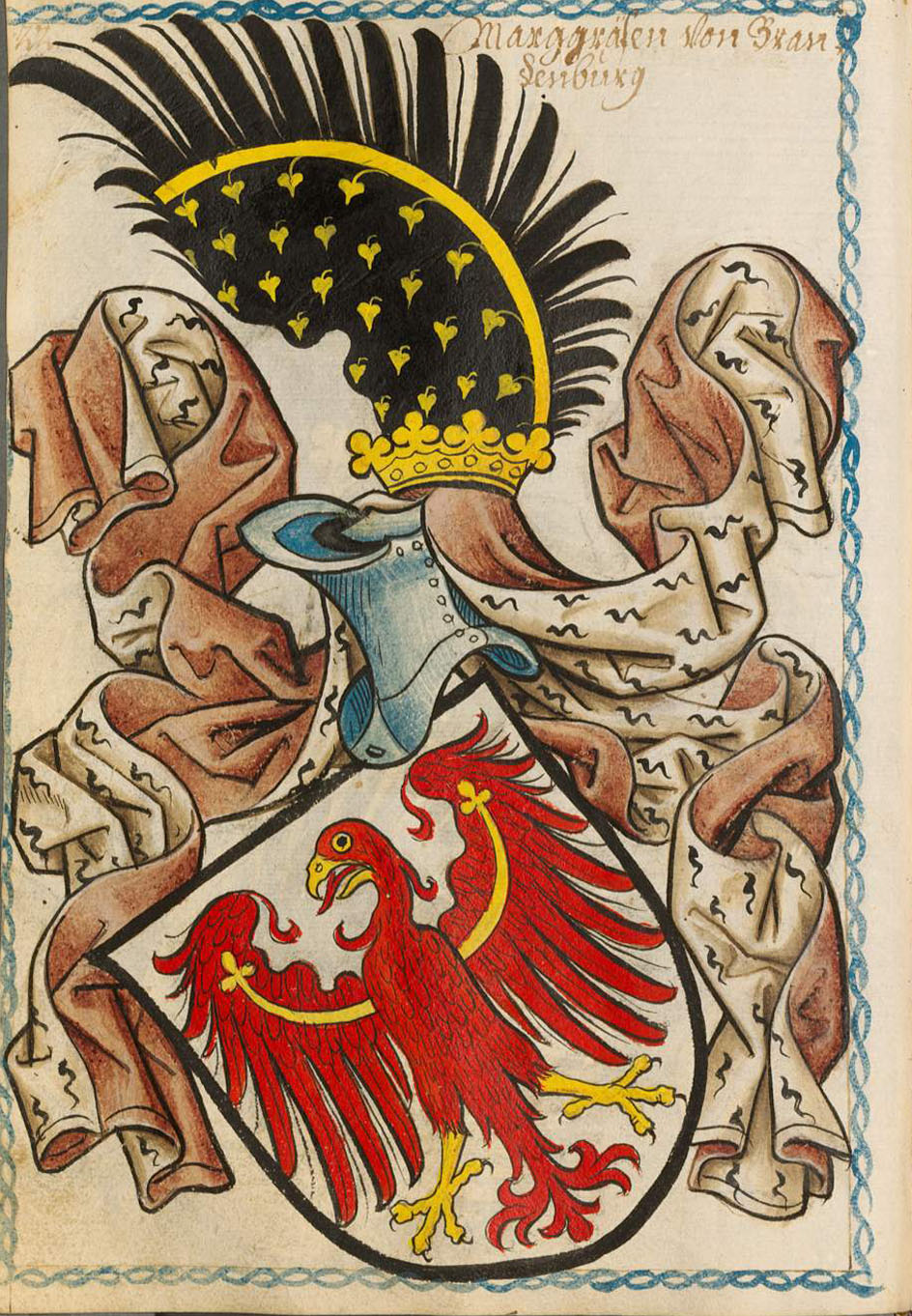
Герб маркграфів Бранденбурга
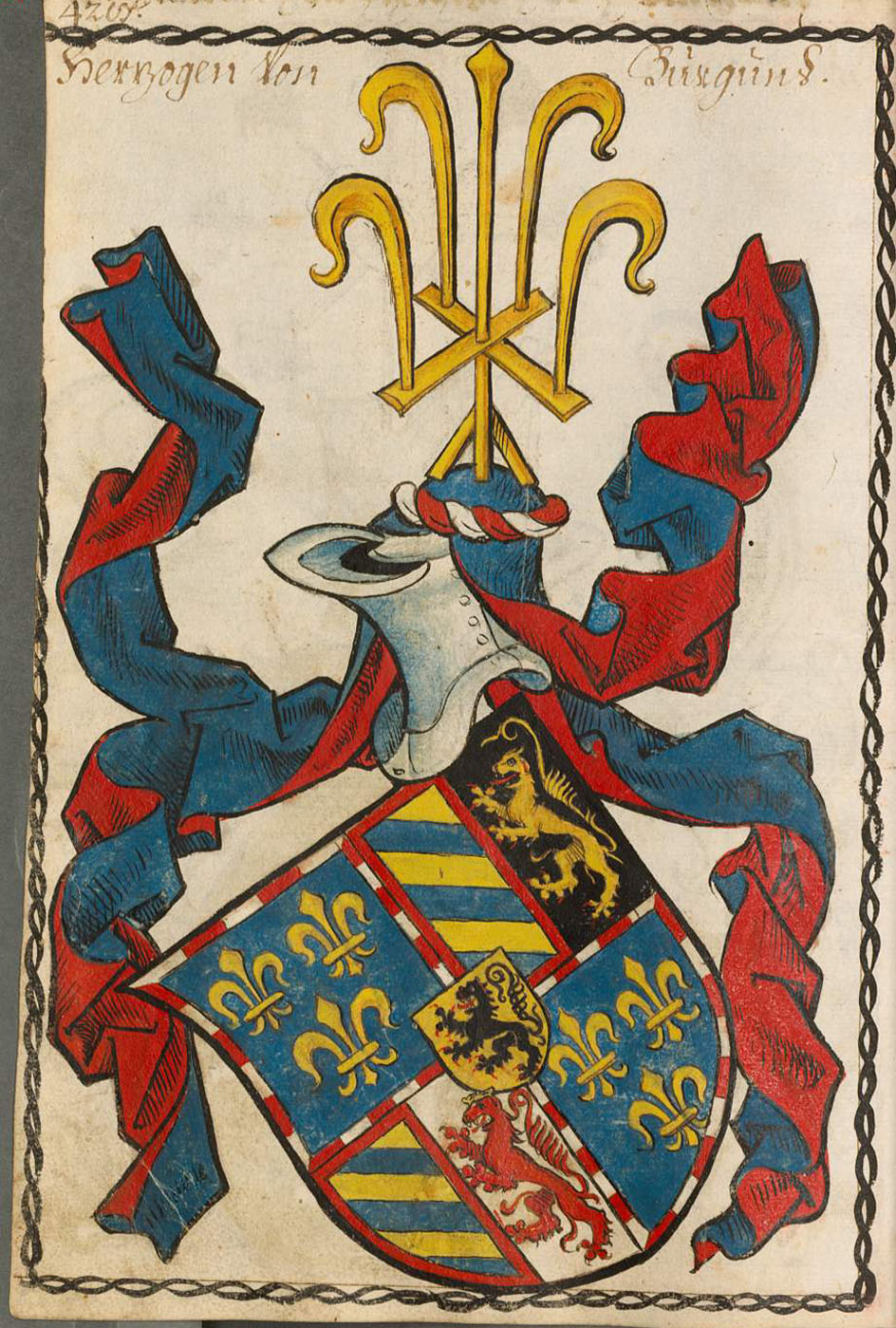
Герб герцогів Бургундських
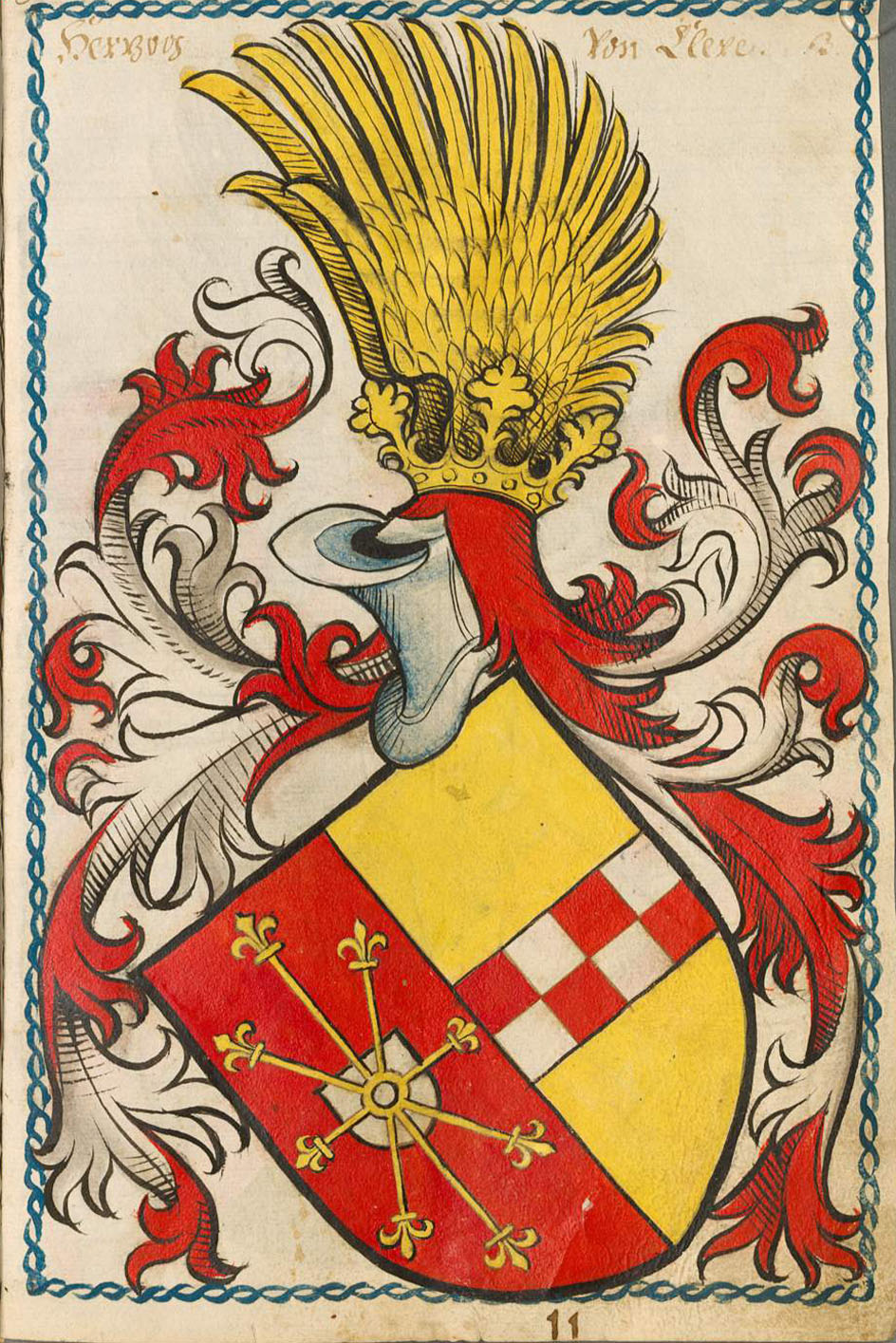
Герб герцогів Клевских
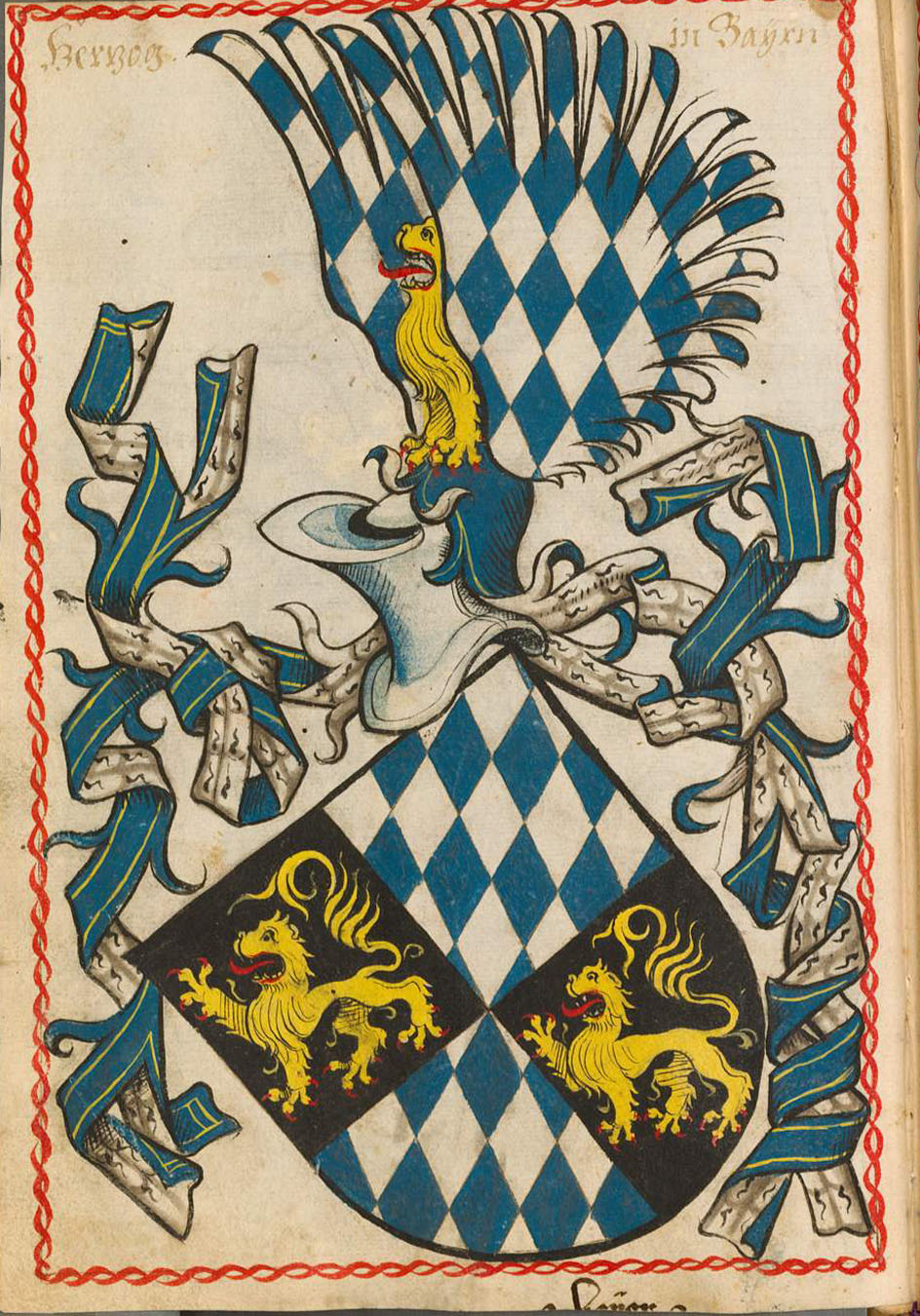
Герб герцогів Баварії
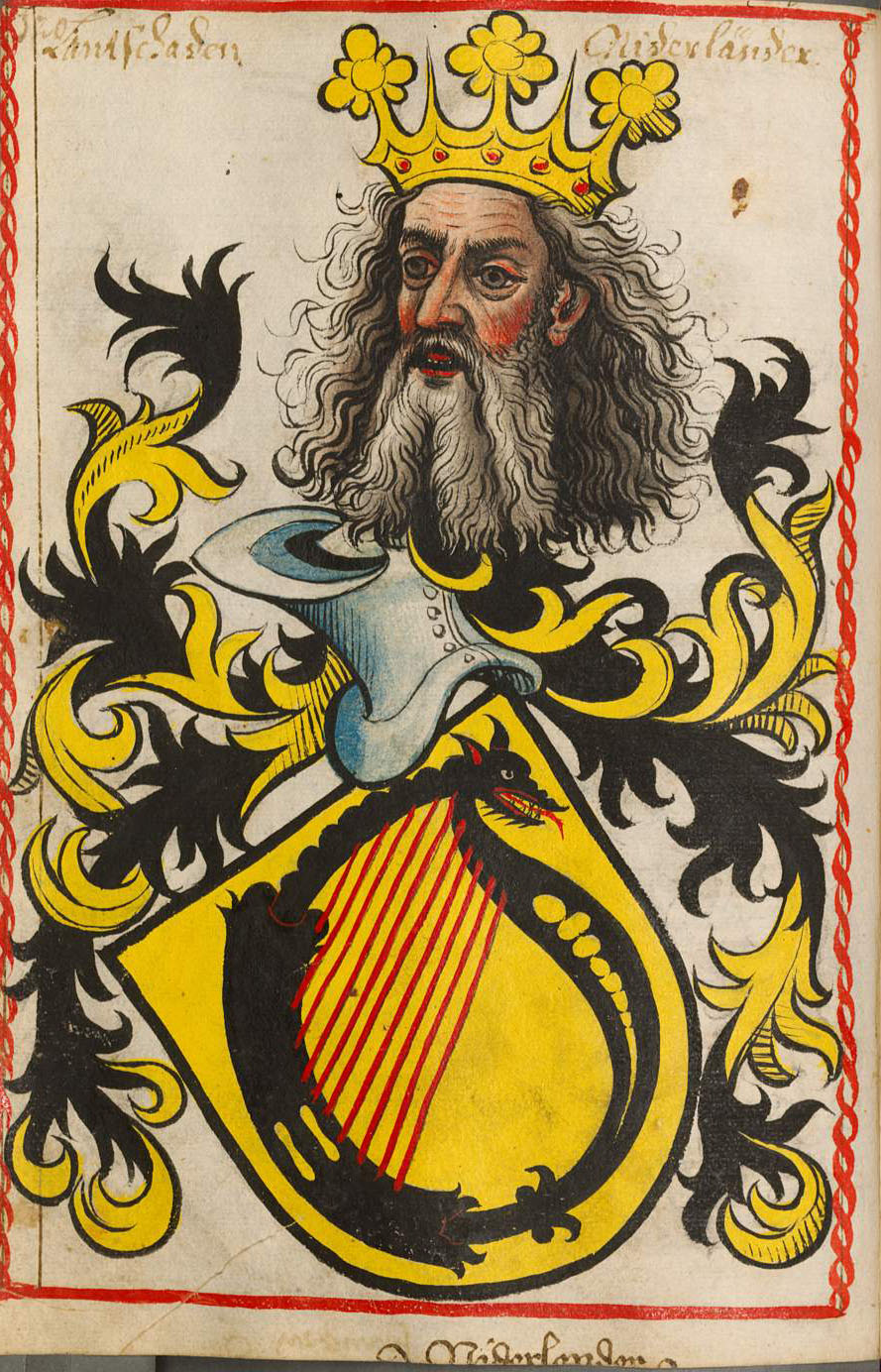
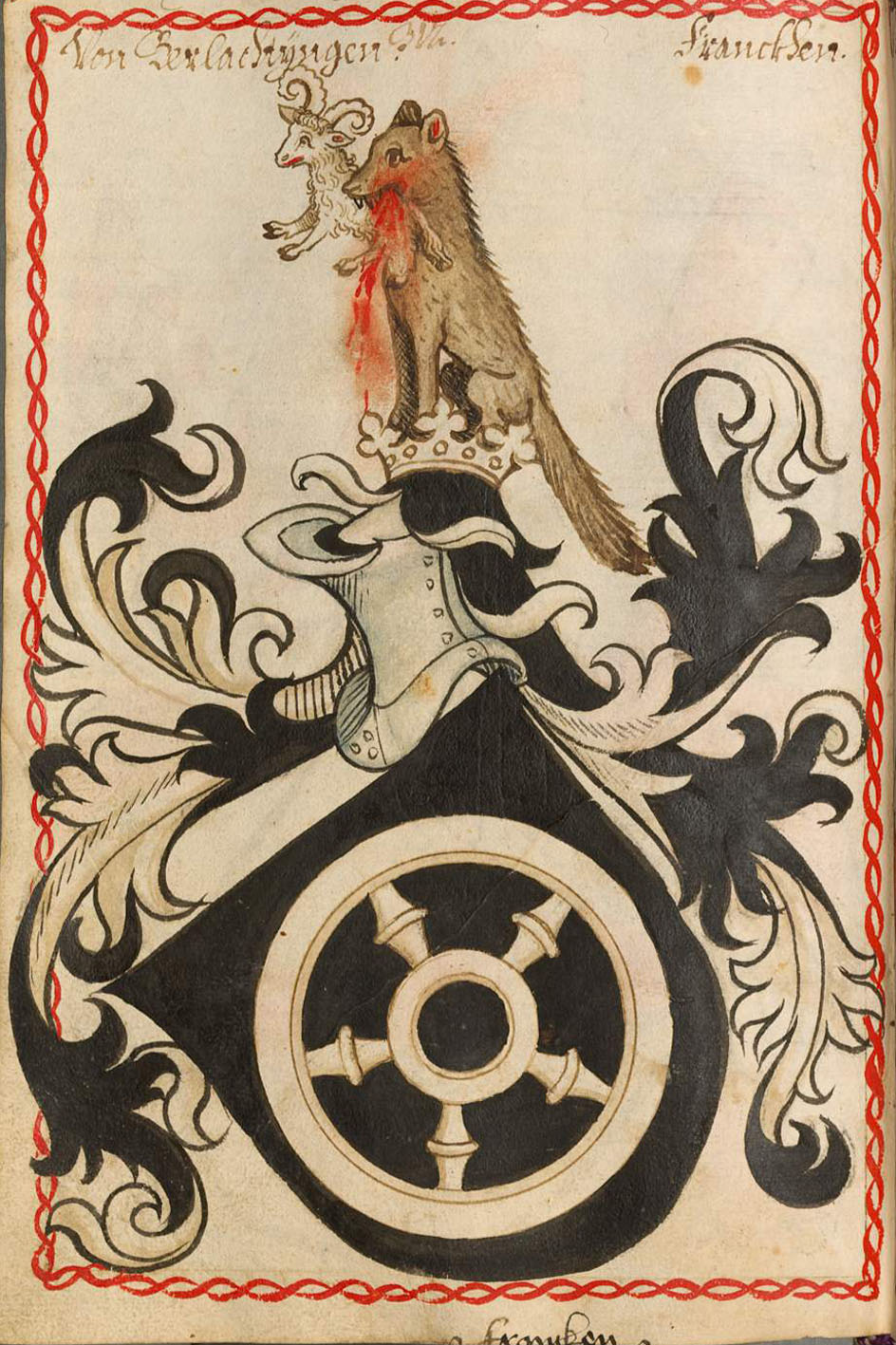
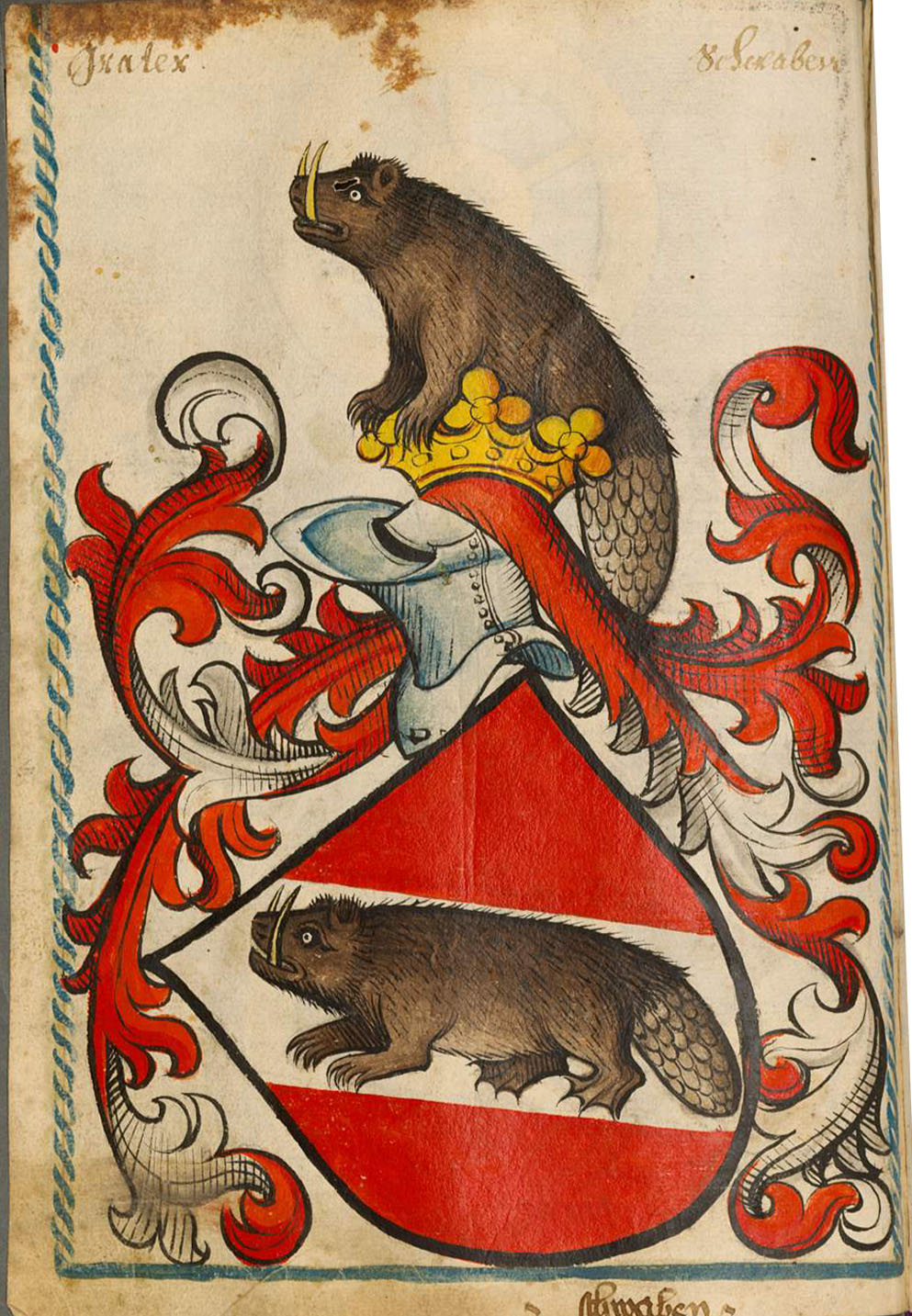
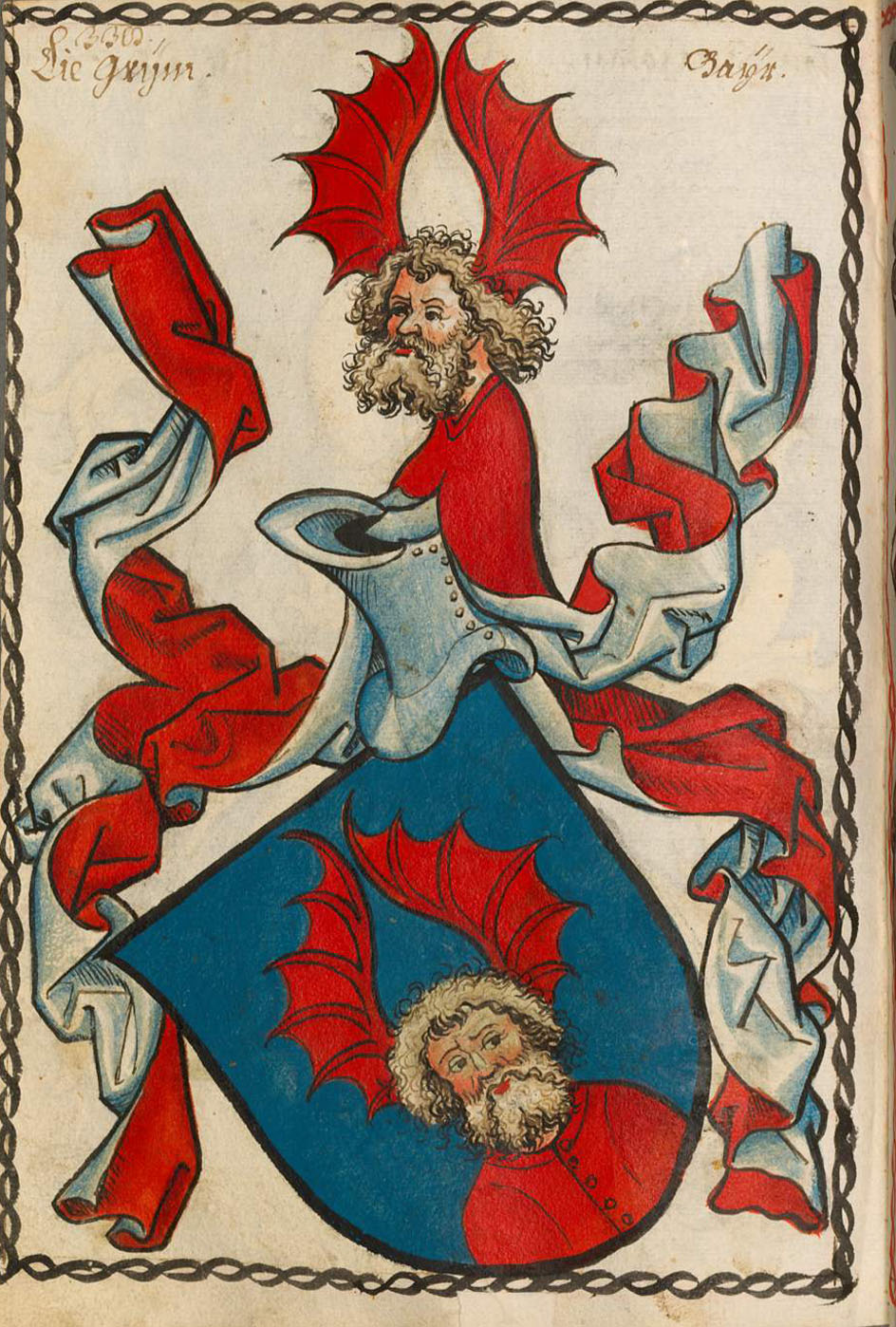